# Ramadasa fumipennis
Ramadasa fumipennis är en fjärilsart som beskrevs av W. Warren 1916. Ramadasa fumipennis ingår i släktet Ramadasa och familjen nattflyn. Inga underarter finns listade.